# Benoit Planchet
Benoit Planchet SI (ur. 24 stycznia 1802 w Gap, zm. 19 września 1859) – francuski duchowny rzymskokatolicki, jezuita, arcybiskup, dyplomata papieski.

## Biografia
W 1821 wstąpił do Towarzystwa Jezusowego. Po odbyciu studiów teologicznych w Rzymie w 1830 otrzymał święcenia prezbiteriatu i wkrótce wyjechał na misje na Bliski Wschód. Początkowo pracował w Syrii, gdzie zakładał szkoły. W 1841 przez władze zakonne został mianowany przełożonym misji w Konstantynie, w Algierii, ale nominację tę zablokował francuski rząd. Został wówczas przełożonym misji Lewantu. Wraz z o. Paulem-Marią Roccadonną założył kolegium jezuickie w Ghazirze, będące zalążkiem Uniwersytetu Świętego Józefa w Bejrucie.
4 czerwca 1853 papież Pius IX mianował go delegatem apostolskim w Mezopotamii, Kurdystanie i Armenii Mniejszej oraz arcybiskupem in partibus infidelium traianopolitańskim. 15 sierpnia 1853 przyjął sakrę biskupią z rąk chaldejskiego patriarchy Babilonu Józefa VI Audo. Współkonsekratorem był emerytowany chaldejski biskup Gazireh Basile Mansur Asmar.
Przewodniczył synodom Kościołów chaldejskiego i syryjskiego. Zmarł 19 września 1859 w następstwie napadu rabunkowego mającego miejsce w Kurdystanie pomiędzy Diyarbakırem a Urfą, którego stał się ofiarą podróżując do Rzymu.